# Atlas Venture
Atlas Venture est une entreprise de Capital risque de démarrage auprès des startup investissant dans les domaines de la technologie et les sciences de la vie aux États-Unis et en Europe.  Son siège social est situé à Cambridge dans l'État du Massachusetts. En octobre 2014, Atlas Venture annonce un plan de scission de ses activités.
Depuis sa création en 1980, Atlas a investi dans plus de 350 entreprises dans plus de 16 pays différents. Parmi les entreprises les plus notables, on compte : Isilon Systems, Trading Dynamics, Actelion, Novexel, OnDisplay, Omnia, Phase Forward, Adnexus, Element 14, Momenta, SolidWorks, Spotfire, Castle Networks, et Dailymotion.  Parmi les investissements actuels, on compte Bit9, CustomMade, DataXu, Globoforce, Hopper, Jenavalve, Mojo Motors, Inc., Nimbus Discovery, Skillz, sqrrl, Veracode, Zafgen et Zoopla.
La société a levé plus de 3,0 milliards de dollars en engageant des investisseurs à travers ses neuf fonds de capital-risque. La firme a levé 705 M$ pour sa 5e levée de fonds de 2000, 600 M$ pour sa 6e de 2001, 385 M$ en 2006 et 283 M$ en 2009,. Sa neuvième levée de fonds qui a fermé au début de 2013 s'établit à 265 M$,
En 2009, Atlas Venture a consolidé de manière significative ses activités de placement et a été un partisan des Lean Startup. À son maximum, la firme possède des bureaux sur la côte Ouest des États-Unis ainsi qu'en Europe. Aujourd'hui, l'entreprise opère à partir d'un seul bureau à Cambridge,.